# Xerosecta adolfi
Xerosecta adolfi es una especie de molusco gasterópodo de la familia Hygromiidae en el orden de los Stylommatophora. La otra especie perteneciente al género Xerosecta es Xerosecta giustii.

## Distribución geográfica
Es  endémica de España.  